# UFC 46
UFC 46: Supernatural è stato un evento di arti marziali miste tenuto dalla Ultimate Fighting Championship il 31 gennaio 2004 al Mandalay Bay Events Center di Las Vegas, Stati Uniti.

## Retroscena
L'evento vide l'esordio del futuro campione dei pesi welter Georges St-Pierre.

## Risultati

### Card preliminare
- Incontro categoria Pesi Leggeri:  Matt Serra contro  Jeff Curran

Serra sconfisse Curran per decisione unanime (30-27, 30-27, 30-27).
- Incontro categoria Pesi Leggeri:  Josh Thomson contro  Hermes Franca

Thomson sconfisse Franca per decisione unanime (29-28, 29-28, 29-28).
- Incontro categoria Pesi Welter:  Georges St-Pierre contro  Karo Parisyan

St-Pierre sconfisse Parisyan per decisione unanime (29–28, 30–27, 30–27).

### Card principale
- Incontro categoria Pesi Medi:  Lee Murray contro  Jorge Rivera

Murray sconfisse Rivera per sottomissione (armbar triangolare) a 1:45 del primo round.
- Incontro categoria Pesi Massimi:  Frank Mir contro  Wes Sims

Mir sconfisse Sims per KO (pugni) a 4:21 del secondo round.
- Incontro categoria Catchweight:  Renato Verissimo contro  Carlos Newton

Verissimo sconfisse Newton per decisione unanime (30-27, 30-27, 30-27).
- Incontro per il titolo dei Pesi Welter:  Matt Hughes(c) contro  B.J. Penn

Penn sconfisse Hughes per sottomissione (strangolamento da dietro) a 4:37 del primo round e divenne il nuovo campione dei pesi welter.
- Incontro per il titolo dei Pesi Mediomassimi:  Randy Couture (c) contro  Vítor Belfort

Belfort sconfisse Couture per KO Tecnico (stop medico) a 0:45 del primo round e divenne il nuovo campione dei pesi mediomassimi.